# Spherillo fissus
Spherillo fissus är en kräftdjursart som beskrevs av Karl Wilhelm Verhoeff1926. Spherillo fissus ingår i släktet Spherillo och familjen Armadillidae. Inga underarter finns listade i Catalogue of Life.